# Афіміку Пулулу
Афіміку Пулулу (порт. Afimico Pululu, нар. 23 березня 1999, Луанда) — ангольський футболіст, нападник польської «Ягеллонії».

## Ігрова кар'єра
Народився 23 березня 1999 року в Луанді. У дитячому віці перебрався до Європи, де починав займатися футболом у французькій команді «Кото Мюлуз». 2013 року продовжив підготовку в академії швейцарського «Базеля».
У дорослому футболі дебютував 2017 року виступами за команду «Базель», в якій провів півтора сезону, взявши участь у 12 матчах чемпіонату. Першу половину 2019 року провів в оренді у «Ксамаксі», після чого повернувся до «Базеля», де попри дуже низьку, як для нападника, результативність почав отримувати дедалі більше ігрового часу.

## Статистика виступів

### Статистика клубних виступів
Станом на 7 серпня 2020 року
| Сезон             | Команда           | Чемпіонат         | Чемпіонат | Чемпіонат | Національний кубок | Національний кубок | Національний кубок | Континентальні кубки | Континентальні кубки | Континентальні кубки | Інші змагання | Інші змагання | Інші змагання | Усього | Усього | Усього |
| Сезон             | Команда           | Ліга              | Ігор      | Голів     | Ліга               | Ігор               | Голів              | Ліга                 | Ігор                 | Голів                | Ліга          | Ігор          | Голів         | Ігор   | Голів  |        |
| ----------------- | ----------------- | ----------------- | --------- | --------- | ------------------ | ------------------ | ------------------ | -------------------- | -------------------- | -------------------- | ------------- | ------------- | ------------- | ------ | ------ | ------ |
| 2017–18           | «Базель»          | СЛ                | 2         | 0         | КШ                 | 0                  | 0                  |                      | -                    | -                    |               | -             | -             | 2      | 0      |        |
| 2018-січ. 2019    | «Базель»          | СЛ                | 10        | 0         | КШ                 | 1                  | 0                  | ЛЧ+ЛЄ                | 0+1                  | 0                    |               | -             | -             | 12     | 0      |        |
| січ.-черв. 2019   | «Ксамакс»         | СЛ                | 12        | 2         | КШ                 | 0                  | 0                  |                      | -                    | -                    |               | -             | -             | 12     | 2      |        |
| 2019–20           | «Базель»          | СЛ                | 21        | 1         | КШ                 | 2                  | 0                  | ЛЧ+ЛЄ                | 3+6                  | 0+0                  | -             | -             | -             | 32     | 1      |        |
| Усього за кар'єру | Усього за кар'єру | Усього за кар'єру | 45        | 3         |                    | 3                  | 0                  |                      | 10                   | 0                    |               | -             | -             | 58     | 3      |        |

## Титули та досягнення
- Володар Суперкубка Польщі (1):

«Ягеллонія» (Білосток): 2024